# Will Johnson (rugbista 1974)
William Warwick Johnson, detto Will (Solihull, 18 marzo 1974), è un ex rugbista a 15 e allenatore di rugby a 15 inglese, dal 2010 co-allenatore del Nizza, in Fédérale 1.

## Biografia
Nato a Solihull nelle Midlands Occidentali, è il fratello minore di Martin Johnson, 84 volte internazionale per l'Inghilterra; nel 1977 la famiglia Johnson si trasferì nel Leicestershire, dove Will crebbe e iniziò a muovere i suoi primi passi rugbistici; come suo fratello, entrò nel Leicester Tigers, nella cui prima squadra debuttò in amichevole nel 1994 e, in campionato, nel 1996.
In 10 stagioni di Premiership Johnson si aggiudicò 4 titoli nazionali consecutivi (dal 1999 al 2002) e, a livello continentale, fu due volte consecutive campione d'Europa (vittorioso nelle edizioni di Heineken Cup 2000-01 e 2001-02).
Nel 2006 Johnson passò al Coventry, del quale fu subito nominato capitano.
A dicembre dello stesso anno, tuttavia, si trasferì in Italia, ingaggiato dal Benetton Treviso, con cui vinse lo scudetto nel 2007.
Nonostante il suo curriculum, a livello internazionale ha militato solo negli England Saxons, la Nazionale A inglese, senza venir mai selezionato per l'Inghilterra maggiore.
Nel 2008, su invito del proprietario inglese del Nizza, Paul White, Johnson accettò un'offerta del club francese, i cui piani sono quelli di arrivare ai vertici del rugby nazionale (la squadra milita in Fédérale 1, la terza serie francese) per militare nel club in cui erano già stati reclutati altri connazionali come Kevin Yates e Dan Luger; Johnson fu nominato capitano della squadra.
Dopo avere terminato la carriera in campo, è passato all'attività tecnica: rimasto nel Nizza, dalla stagione 2010-11 ne è l'allenatore in seconda.

## Palmarès
- Premiership: 4
Leicester: 1998-99; 1999-2000; 2000-01; 2001-02
- Coppe Anglo-Gallesi: 1
Leicester: 1996-97
- Heineken Cup: 2
Leicester: 2000-01; 2001-02
- Campionati italiani: 1
Benetton Treviso: 2006-07